# Seznam estonských spisovatelů
Seznam estonských spisovatelů obsahuje přehled některých významných spisovatelů, narozených nebo převážně publikujících v Estonsku.

## A
- Johannes Aavik (1880–1973)
- Hendrik Adamson (1891–1946), esperantsky píšící spisovatel a učitel
- Artur Adson (1889–1977)
- Martin Algus (* 1973)
- August Alle (1890–1952)
- Artur Alliksaar (1923–1966)
- Betti Alverová (1906–1989)
- Leili Andre (1922–2007)
- August Annist (1899–1972)
- Ansomardi (1866–1915)
- Aleksander Antson (1899–1945)
- Jim Ashilevi (* 1984)
- Harri Asi (1922–2009)
- Elisabeth Aspe (1860–1927)
- Karl Ast (1886–1971)

## B
- Nikolai Baturin (* 1936)
- Vladimir Beekman (1929–2009)
- Aimée Beekmanová (* 1933)
- Maimu Berg (* 1945)
- Eduard Bornhöhe (1862–1923)
- Reiner Brocmann (1609–1647)

## E
- Andres Ehin (1940–2011)
- Kristiina Ehin (* 1977)
- Jüri Ehlvest (1967–2006)
- Salme Ekbaum (1912–1995)
- Ernst Enno (1875–1934)

## F
- Friedrich Robert Faehlmann (1798–1850)
- Carl Wilhelm Freundlich (1803–1872)
- Meelis Friedenthal (* 1973)

## G
- August Gailit (1891–1960)
- Hellar Grabbi (* 1929)
- Ado Grenzstein (1846–1916)
- Villem Gross (1922–2001)
- Ivar Grünthal (1924–1996)
- Villem Grünthal-Ridala (1885–1942)

## H
- Anna Haava (1864–1957)
- Paul Haavaoks (1924-1983)
- Viiu Härm (* 1944)
- Indrek Hargla (* 1970)
- Marie Heiberg (1890–1942)
- Mehis Heinsaar (* 1973)
- Gert Helbemäe (1913–1974)
- Sass Henno (* 1982)
- Karl August Hermann (1851–1909)
- Karl August Hindrey (1875–1947)
- Aadu Hint (1910–1989)
- Indrek Hirv (* 1956)
- Otto Reinhold von Holtz (1757–1828)
- Andrei Hvostov (* 1963)

## I
- Aapo Ilves (* 1970)
- Johnny B. Isotamm (* 1939)
- Ivar Ivask (1927–1992)

## J
- Jaak Järv (1852–1920)
- Juhan Jaik (1899–1948)
- August Jakobson (1904–1963)
- Ilmar Jaks (* 1923)
- Jaak Jõerüüt (* 1947)

## K
- Aira Kaal (1911–1988)
- Ain Kaalep (* 1926)
- Jaan Kärner (1891–1958)
- Aino Kallas (1878–1956)
- Teet Kallas (* 1943)
- Ain Kalmus (1906–2001)
- Bernard Kangro (1910–1994)
- Maarja Kangro (* 1973)
- Jaan Kaplinski (* 1941)
- Käsu Hans (?–1715)
- Doris Kareva (* 1958)
- Raimond Kaugver (1926–1992)
- Ülle Kauksi (* 1962)
- Jan Kaus (* 1971)
- Kaur Kender (* 1971)
- Kalev Kesküla (1959–2010)
- Leida Kibuvits (1907–1976)
- Heino Kiik (* 1927)
- August Kirsimägi (1905–1933)
- August Kitzberg (1855–1927)
- Mart Kivastik (* 1963)
- Albert Kivikas (1898–1978)
- Andrus Kivirähk (* 1970)
- Sven Kivisildnik (* 1963)
- Lydia Koidula (1843–1886)
- Madis Kõiv (* 1929)
- Ilmi Kolla (1933–1954)
- Raimond Kolk (1924–1992)
- Jakob Kõrv (1849–1916)
- Kadri Kõusaar (* 1980)
- Friedrich Reinhold Kreutzwald (1803–1882)
- Jaan Kross (1920–2007)
- Hasso Krull (* 1964)
- Jaan Kruusvall (1940–2012)
- Asko Künnap (* 1971)
- Friedrich Kuhlbars (1841–1924)
- Kalle Kurg (* 1942)
- Paul Kuusberg (1916–2003)

## L
- Ilmar Laaban (1921–2000)
- Ilona Laaman (* 1934)
- Andres Langemets (* 1948)
- Jaan Lattik (1878–1967)
- Hans Leberecht (1910–1960)
- Kalju Lepik (1920–1999)
- Marta Lepp (1883–1940)
- Jakob Liiv (1859–1938)
- Juhan Liiv (1864–1913)
- Toomas Liiv (1946–2009)
- Ardi Liives (1929–1992)
- Jaan Lintrop (1885–1962)
- Martin Lipp (1854–1923)
- Endel Loide (1900–1976)
- Viivi Luik (* 1946)
- Oskar Luts (1887–1953)

## M
- Einar Maasik (1929–2009)
- Peter August Friedrich von Manteuffel (1768–1842)
- Otto Wilhelm Masing (1763–1832)
- Lennart Meri (1929–2006)
- Arvo Mägi (1913–2004)
- August Mälk (1900–1987)
- Jakob Mändmets (1871–1930)
- Uku Masing (1909–1985)
- Ülo Mattheus (* 1956)
- Kersti Merilaas (1913–1986)
- Mait Metsanurk (1879–1957)
- Ene Mihkelson (* 1944)
- Reed Morn (1898–1978)
- Mihkel Mutt (* 1953)

## N
- Ellen Niit (* 1928)
- Dagmar Normet (1921–2008)
- Enn Nõu (* 1933)
- Helga Nõu (* 1934)
- Minni Nurme (1917–1994)

## O
- Jaan Oks (1884–1918)
- Tõnu Õnnepalu (* 1962)
- Ervin Õunapuu (* 1956)

## P
- Jakob Pärn (1843–1916)
- Imbi Paju (* 1959)
- Eeva Park (* 1950)
- Ralf Parve (1919–2011)
- Aino Pervik (* 1932)
- Kristian Jaak Peterson (1801–1822)
- Lilli Prometová (1922–2007)
- Maximilian Põdder (1852–1905)
- Asta Põldmäe (* 1944)

## R
- Kerttu Rakke (* 1971)
- Silvia Rannamaa (1918–2007)
- Jaan Rannap (* 1931)
- Eno Raud (1928–1996)
- Mart Raud (1903–1980)
- Rein Raud (* 1961)
- Hugo Raudsepp (1883–1952)
- Ado Reinvald (1847–1922)
- Karl Ristikivi (1912–1977)
- Richard Roht (1891–1950)
- Jürgen Rooste (* 1979)
- Paul-Eerik Rummo (* 1942)
- Karl Rumor (1886–1971)
- Hando Runnel (* 1938)

## S
- Kalju Saaber (* 1944)
- Andres Saal (1861–1931)
- Hendrik Saar (1893–1944?)
- Veera Saar (1912–2004)
- Mari Saat (* 1947)
- August Sang (1914–1969)
- Joel Sang (* 1950)
- Peeter Sauter (* 1962)
- Johannes Semper (1892–1970)
- Ly Seppel (* 1943)
- Herman Sergo (1911–1989)
- François Serpent (* 1971)
- Marta Sillaots (1887–1969)
- Karl Martin Sinijärv (* 1971)
- Juhan Smuul (1922–1971)
- Karl Eduard Sööt (1862–1950)
- Triin Soomets (* 1969)
- Lilli Suburg (1841–1923)
- Juhan Sütiste (1899–1945)
- Harald Suislepp (1921–2000)
- Gustav Suits (1883–1956)
- Jaan Suve (1777–1851)
- Aleksander Suuman (1927–2003)

## T
- Jaan Tätte (* 1964)
- Ilmar Talve (1919–2007)
- Heiti Talvik (1904–1947)
- Jakob Tamm (1861–1907)
- Anton Hansen Tammsaare (1878–1940)
- Aleksander Tassa (1882–1955)
- Tarmo Teder (* 1958)
- Osvald Tooming (1914–1992)
- Mats Traat (1936–2022)
- Friedebert Tuglas (1886–1971)
- Leelo Tungal (* 1947)
- Jüri Tuulik (* 1940)
- Ülo Tuulik (* 1940)
- Liidia Tuulse (1912–2012)

## U
- Jüri Üdi (1948–1995)
- Enn Uibo (1912–1965)
- Valev Uibopuu (1913–1997)
- Kauksi Ülle (* 1962)
- Marie Underová (1883–1980)
- Jaan Undusk (* 1958)
- Mati Unt (1944–2005)

## V
- Debora Vaarandi (1916–2007)
- Vaino Vahing (1940–2008)
- Peet Vallak (1893–1959)
- Edgar Valter (1929–2006)
- Arvo Valton (1935–2024)
- Johannes Vares (Johannes Barbarus; 1890–1946)
- Mihkel Veske (1843–1890)
- Enn Vetemaa (* 1936)
- Arno Vihalemm (1911–1990)
- Elo Viiding (* 1974)
- Juhan Viiding (1948–1995)
- Paul Viiding (1904–1962)
- Arved Viirlaid (* 1922)
- Eduard Vilde (1865–1933)
- Toomas Vint (* 1944)
- Henrik Visnapuu (1890–1951)

## W
- Hella Wuolijoki (1886–1954)

## Õ
- Ervin Õunapuu (* 1956)